# Think About the Way
«Think About the Way» (с англ. — «Подумай о пути») — песня британского рэпера итальянского происхождения Ice MC, выпущенная в марте 1994 года в качестве второго сингла с его третьего альбома Ice’n’Green (1994), в котором она представлена в четырёх версиях, и его десятого сингла в целом. Продюсером песни стал Роберто Дзанетти, также известный как Robyx, а авторами — Дзанетти и Ice MC, хотя во многих релизах Дзанетти указан как единственный автор. Женский вокал исполнила итальянская певица Алексия, хотя она также не была указана в титрах и не появляется в музыкальном клипе, снятом Джакомо де Симоне. Песня имела большой успех в Европе, заняв 5-е место в чартах Бельгии и Италии и 15-е место в чартах Дании, Франции, Германии, Испании, Швейцарии, Швеции и Нидерландов. В Великобритании и Ирландии песня вышла под названием «Think About the Way (Bom Digi Bom...)», которое отсылает к первым словам первого куплета.

После того как песня прозвучала в саундтреке к фильму «На игле», она была переиздана в Великобритании в сентябре 1996 года и стала более популярной, чем при первом выпуске, заняв 38-е место в британском чарте синглов и 5-е место в шотландском чарте синглов. Ремиксы были выпущены в 2002 году, в 2007 году — Frisco vs Ice MC, а в 2009 году — Gigi Barocco vs Ice MC.

## Приём критиков
Панъевропейский журнал Music & Media заключил: «Это был лишь вопрос времени, но слияние евродэнса и рагга уже произошло. Представьте себе главного героя Culture Beat не обычным рэпером, а ямайским тостером. Редактор отдела музыки и медиа Мария Хименес назвала этот трек «почти гарантированным» хитом, отметив, что Ice MC «читает рэп в стиле рагга под биты технопопа». Брэд Битник из Music Week’s RM Dance Update написал: «С подзаголовком и припевом 'bom digi digi bom', обилием фортепиано и синтезаторов, крещендо перкуссии и вокалом в стиле рагга, неудивительно, что эта песня сейчас является хитом в Европе. Здесь есть все составляющие для того, чтобы стать хитом». В своей еженедельной танцевальной колонке Record Mirror Джеймс Гамильтон прокомментировал: «Неудержимый, как сырный еврохит, рождённый в Великобритании Иэн Кэмпбелл — это ультракоммерческий, запоминающийся треск, рэпер Джасмин (из Германии) напевает в ритме 133 ударов в минуту».

## Позиции в чартах
«Think About the Way» стала хитом в чартах на нескольких континентах и остаётся самой успешной песней Ice MC. В Европе она вошла в топ-10 в Бельгии (Фландрия) (3), Дании (9), Италии (4), Шотландии (5), Испании (6) и Швейцарии (10). Кроме того, сингл попал в топ-20 в Финляндии (18), Франции (14), Германии (14), Исландии (18), Ирландии (20), Нидерландах (11) и Швеции (13), а также в Eurochart Hot 100, где он достиг 18-го места 6 августа 1994 года. В Европейском танцевальном радио-чарте он почти достиг второго места, уступив «U & Me» Cappella, а также в чарте Европейского танцевального радио по итогам года и во французском Top Dance chart.
В Великобритании песня «Think About the Way» достигла 38-го места во время своего второго захода в британский чарт синглов 8 сентября 1996 года. Ранее, в 1994 году, она занимала 42-е место. В британском танцевальном чарте она стала более популярной, заняв шестое место. За пределами Европы песня достигла четвёртого места в танцевальном/урбанистическом чарте RPM в Канаде, а также стала популярной в Израиле, заняв там пятое место.

## Клип
Режиссёром клипа на песню «Think About the Way» был Джакомо де Симоне, но в нём не участвовала Алексия, чей вокал звучит в песне. Клип был снят в Filanda Forno в Массе, Италия и в июне 1994 года попал в топ-лист немецкой радиостанции VIVA. Позже, в 2014 году, видео было опубликовано на YouTube и по состоянию на июль 2025 года набрало более 87 миллионов просмотров. Де Симоне ранее снял клип на песню «Scream» в 1990 году и продолжил снимать клипы на два следующих сингла Ice MC: «It’s a Rainy Day» и «Give Me the Light».

## Кавер-версии и использование мелодии
Транс диджей и продюсер Virtual Vault выпустил новую версию трека с оригинальным вокалом Алексии и Ice MC под названием «Think About The Way 2010». В 2011 году немецкая танцевальная группа Groove Coverage выпустила обновлённую версию под названием «Think About the Way» с вокалом Rameez. Хотя песня Groove Coverage, выпущенная на лейбле Suprime Records, Sony Music Entertainment 16 марта 2012 года, заимствует музыку и основной припев из песни Ice MC, в остальной части песни добавлены новые слова. Версия Groove Coverage была популярна на танцевальных площадках и стала небольшим хитом в Германии, заняв 54-е место в немецких чартах Media Control AG.
В 2012 году ирано-шведский исполнитель Араш выпустил музыкальную адаптацию песни под названием She Makes Me Go, которая во многом перекликается с оригиналом, но имеет совершенно новый текст. Первоначально выпущенная на лейблах EMI Music Sweden и Extravaganza Records 17 сентября 2012 года, песня с участием ямайского дэнсхолл певца Шона Пола была написана в соавторстве с Роберто Дзанетти, Алексом Арашем Лабафом и Шоном Энрикесом (Шон Пол). Переизданная 15 февраля 2013 года на лейбле Universal Music в Германии и других европейских странах, песня «She Makes Me Go» попала в чарты Германии, Швейцарии, Австрии, Румынии и Польши.
В 2013 году канадский диджей Энтони Саймонс записал кавер-версию с Анной Берарди.

## Список композиций
- 12" maxi, UK (1996)

1. «Bom Digi Bom» (the Dyme Brothers mix) — 6:05
2. «Bom Digi Bom» (original extended mix) — 7:12
3. «Bom Digi Bom» (LuvDup 'Cliffy' vocal mix) — 7:09
4. «Bom Digi Bom» (the Dyme Brothers dub)

- 12" maxi, Belgium, Italy, France, Germany (1994)

1. «Think About the Way» (extended mix) — 7:08
2. «Think About the Way» (doop dibby dub mix) — 3:20
3. «Think About the Way» (radio mix) — 4:16
4. «Think About the Way» (a cappella) — 4:16 (трек недоступен для Франции и Германии)

- CD single, France (1994)

1. «Think About the Way» (radio mix) — 4:16
2. «Think About the Way» (extended mix) — 7:08

- CD single, UK (1994)

1. «Think About the Way» (original radio edit) — 4:19
2. «Think About the Way» (LuvDup «Cliffy» vocal mix) — 7:09
3. «Think About the Way» (Jules & Skins pumped up club mix) — 5:55
4. «Think About the Way» (original extended Italian mix) — 7:12
5. «Think About the Way» (doop dibby dub) — 3:19
6. «Think About the Way» (Jules & Skins dattman reggae jam) — 6:16

- CD maxi, Germany, Belgium, France, Italy, Sweden (1994)

1. «Think About the Way» (radio mix) — 4:16
2. «Think About the Way» (extended mix) — 7:08
3. «Think About the Way» (doop dibby dub mix) — 3:20
4. «Think About the Way» (a cappella) — 4:16

- CD maxi, UK (1994)

1. «Think About the Way» (original radio edit) — 4:19
2. «Think About the Way» (LuvDup «Cliffy» vocal mix) — 7:09
3. «Think About the Way» (Jules & Skins pumped up club mix) — 5:55
4. «Think About the Way» (original extended Italian mix) — 7:12
5. «Think About the Way» (doop dibby dub) — 3:19
6. «Think About the Way» (Jules & Skins dattman reggae jam) — 6:16

- CD maxi, US / 12" maxi, Germany (1994)

1. «Think About the Way» (noche de luna mix) — 6:22
2. «Think About the Way» (dattman reggae jam) — 6:17
3. «Think About the Way» (extended mix) — 7:12
4. «Think About the Way» (pumped up club mix) — 5:54
5. «Think About the Way» (LuvDup mix) — 7:09
6. «Think About the Way» (pumped up with girl) — 3:58

- CD maxi, Canada (1994)

1. «Think About the Way» (radio mix) — 4:17
2. «Think About the Way» (extended mix) — 7:10
3. «Think About the Way» (noche de luna mix) — 6:22
4. «Think About the Way» (dattman reggae jam) — 6:14
5. «Think About the Way» (LuvDup dub) — 7:03
6. «Think About the Way» (pumped up club mix) — 5:51
7. «Think About the Way» (LuvDup remix) — 7:03
8. «Think About the Way» (pumped up with girl) — 5:53

- CD maxi, UK (1996)

1. «Bom Digi Bom (Think About the Way)» (radio edit) — 3:48
2. «Bom Digi Bom (Think About the Way)» (original extended mix) — 7:12
3. «Bom Digi Bom (Think About the Way)» (the Dyme Brothers mix) — 6:05
4. «Bom Digi Bom (Think About the Way)» (Jules & Skins pumped up club mix) — 5:55
5. «Bom Digi Bom (Think About the Way)» (LuvDup 'Cliffy' vocal mix) — 7:09
6. «Bom Digi Bom (Think About the Way)» (doop dibby dub) — 3:19

- CD maxi — Remixes, Germany (1994)

1. «Think About the Way» (noche de luna mix) — 6:22
2. «Think About the Way» (dattman reggae) — 6:18
3. «Think About the Way» (pumped up club mix) — 5:54

- CD maxi — Remixes, Italy (1994)

1. «Think About the Way» (radio mix) — 4:16
2. «Think About the Way» (noche de luna mix) — 6:22
3. «Think About the Way» (dattman reggae jam) — 6:18
4. «Think About the Way» (LuvDup dub) — 7:10
5. «Think About the Way» (pumped club mix) — 5:54
6. «Think About the Way» (LuvDup remix) — 7:10
7. «Think About the Way» (pumped up with girl) — 5:58

## Чарты

### Недельные чарты
| Чарт (1994)                         | Высшая позиция |
| ----------------------------------- | -------------- |
| Австралия (ARIA)                    | 185            |
| Австрия (Ö3 Austria Top 40)         | 22             |
| Бельгия/Фландрия (Ultratop 50)      | 3              |
| Canada Dance/Urban (RPM)            | 4              |
| Дания (IFPI)                        | 9              |
| Европа (Eurochart Hot 100)          | 18             |
| Европа (European Dance Radio)       | 2              |
| Финляндия (Suomen virallinen lista) | 18             |
| Франция (SNEP)                      | 14             |
| France Dance (Top Dance)            | 2              |
| Германия (GfK)                      | 14             |
| Исландия (Íslenski Listinn Topp 40) | 18             |
| Ирландия (IRMA)                     | 20             |
| Италия (Musica e dischi)            | 4              |
| Нидерланды (Dutch Top 40)           | 11             |
| Нидерланды (Single Top 100)         | 11             |
| Шотландия (OCC Scotland)            | 39             |
| Испания (AFYVE)                     | 6              |
| Швеция (Sverigetopplistan)          | 13             |
| Швейцария (Schweizer Hitparade)     | 10             |
| Великобритания (OCC UK Singles)     | 42             |
| Великобритания (OCC UK Dance)       | 6              |
| UK Dance Singles (Music Week)       | 6              |
| UK Club Chart (Music Week)          | 8              |

| Чарт (1996)                     | Высшая позиция |
| ------------------------------- | -------------- |
| Шотландия (OCC Scotland)        | 5              |
| Великобритания (OCC UK Singles) | 38             |
| Великобритания (OCC UK Dance)   | 28             |

| Чарт (2007) 1                       | Высшая позиция |
| ----------------------------------- | -------------- |
| Финляндия (Suomen virallinen lista) | 7              |

1 By Frisco vs. Ice MC

### Годовые чарты
| Чарт (1994)                       | Позиция |
| --------------------------------- | ------- |
| Бельгия (Ultratop Flanders)       | 37      |
| Canada Dance/Urban (RPM)          | 48      |
| Европа (Eurochart Hot 100)        | 58      |
| Европа (European Dance Radio)     | 2       |
| Франция (SNEP)                    | 34      |
| Германия (Official German Charts) | 58      |
| Нидерланды (Dutch Top 40)         | 101     |
| Нидерланды (Single Top 100)       | 96      |
| Швеция (Sverigetopplistan)        | 55      |